# Endothenia ethiopica
Endothenia ethiopica – gatunek motyla z rodziny zwójkowatych i podrodziny Olethreutinae.
Gatunek ten został opisany w 2010 roku przez Józefa Razowskiego i Pasquala Trematerrę.
Motyl ten ma jasnobrązowe głowę i tułów z ciemniejszymi łuskami. Przednie skrzydła są dość szerokie, o nieco wypukłej krawędzi przedniej, prostej krawędzi zewnętrznej i rozpiętości od 14 do 16 mm, ubarwione białawo z brązowym podbarwieniem i jasnobrązowymi znakami. Strzępina przednich skrzydeł ma barwę ich tła. Tylne skrzydła mają barwę jasnobrązową i jaśniejszą strzępinę. Narządy rozrodcze samca odznaczają się buławkowatym unkusem z kolcami w części końcowej, grubymi i długimi kolcami końcowymi na wyrostku w jamce nasadowej walwy oraz cierniami w formie dwóch kolców o szerokich podstawach.
Owad znany wyłącznie z gór Balie w Etiopii.